# Hydropsyche acuta
Hydropsyche acuta är en nattsländeart som beskrevs av Martynov 1909. Hydropsyche acuta ingår i släktet Hydropsyche och familjen ryssjenattsländor. Inga underarter finns listade i Catalogue of Life.